# バート・ザルツシュリルフ
バート・ザルツシュリルフ（ドイツ語: Bad Salzschlirf, ドイツ語発音: [baːt zalt͜sˈʃlɪrf]）は、ドイツ連邦共和国ヘッセン州カッセル行政管区のフルダ郡に属す町村である（以下、本項では便宜上「町」と記述する）。この町は鉱泉の町で、ミネラル浴、塩浴、泥浴、泥パックが典型的な健康法である。1985年頃まで泥はレーン山地のローテス・モール（直訳: 赤い泥湿地）から供給されていた。

## 地理

### 位置
バート・ザルツシュリルフは、フォーゲルスベルク山地の北東斜面、高度 250 m から 495 m のフルダ盆地に位置している。これはこの町の町内でラウター川とアルテフェルト川が合流してできるシュリッツ川の谷にあたる。

### 気候
盆地に位置する中核部の地形から、気候は比較的穏やかである。3つの谷から生じる盆地内の切れ込みが風通しを良くし、夏の空気の停滞や湿気を防ぐ。1911年にエゴン・イーネが作成した生物季節学地図は、バート・ザルツシュリルフとその周辺では、他の場所に比べてリンゴの花が早く咲くことを示している。

### 自治体の構成
バート・ザルツシュリルフは、同名の集落だけで形成されており、カッセル行政管区ではニーステと2つだけの単一地区の自治体である。この町はヘッセン州の地域再編で町域の変更がなかった。

### 隣接する市町村
バート・ザルツシュリルフは、北はシュリッツのユッツハウゼン地区、東は同じくシュリッツのユラースハウゼン地区およびハルタースハウゼン地区（フォーゲルスベルク郡）、南はグローセンリューダーのアイヒェナウ地区およびミュス地区（フルダ郡）、西はヴァルテンベルクのランデンハウゼン地区およびアンガースバッハ地区（フォーゲルスベルク郡）と境を接している。

## 歴史
ザルツシュリルフは、885年に初めて文献に記録されている。数年前までは、812年に Slirefa と記述されているのがバート・ザルツシュリルフの文献初出であるとされていた。しかし、ある文献の中の Slirefa がバート・ザルツシュリルフではなくアルテンシュリルフ（現在はヘルプシュタインの市区）を意味するという見解が示された。885年の文献では、Slirefa の対岸で、アルテンシュリルフ (Vetus Slirepha) から下流に位置することを示すように Ulterior Slifera と記されている。現在の Bad Salzschlirf は、この集落が面していた小川の当時の名前にちなんで名付けられた。
この集落の発展は、古くから塩分を多く含んだ水源と結びついていた。中世にはすでに、フルダ修道院の修道院長らが当時極めて重要であった食塩を、バート・ザルツシュリルフの製塩所で生産していた。ボニファティウス泉は1746年に掘削され、ザルツシュリルフに薬泉としての名声をもたらした。痛風が広い範囲で発症し、薬物治療がほとんど無効であった時代に、この泉はヨーロッパで最も有名な泉であった。18世紀の終わり頃フルダの司教領主ハインリヒ・・フォン・ビプラは、鉱泉の収量を増やすために泉をもっと深く掘り下げた。しかしこれは、地下水が塩分を多く含む源泉に入り込んで、失敗に終わった。製塩所は1798年に閉鎖された。
1836年6月15日に健康を害したフリードリヒ・ヴィルヘルム・フォン・シュリッツ伯（1793年 - 1839年）が、カッセルの製塩監督官からザルツシュリルフの泉をレーエンとして委託された。塩泉ボニファティウスの泉が再開された。隣接する建物にバスタブが設けられ、鉱泉からの水で満たされた。それ以上の拡張は当面見送られた。その死後、伯はレーエンの権利を医師で友人のエドゥアルト・マルティニー（1808年 - 1876年）に譲渡した。彼は1837年に地元の農民の協力で温泉業を拡充させた。温泉拡充への協力の見返りに、マルティニーはバート・ザルツシュリルフの住民に無料で水を使う権利を与えた。この権利は現在も有効である。1838年にザルツシュリルフは領邦指定の薬湯となった。
温泉業の拡充は、医師の財政手腕を超えるものであった。このためこの温泉はまず領邦に売却されたが、1873年に買い戻された。バート・ザルツシュリルフ温泉組合が結成され、以後はこの組合が管理を行った。しかし、財政上の困難のため、鉱泉は1884年にライン地方の工場主ルイ・ウェーバー（ルートヴィヒ・ヴェーバー）に売却された。
1898年9月9日の大火で町の古い中心部がほぼ全焼した。ホテル・ドイチェス・ハウスなどわずかな建物が焼失を免れただけであった。
1900年にヘルマン・フォルラートとルートヴィヒ・ヴェーバーは、イァーン・ベルリットを温泉監督官とする株式会社バート・ザルツシュリルフ (AGBS) を設立した。この会社は、他の評判の良い温泉地のように温泉文化を築き上げた。1911年に「バート」（温泉を意味する）の称号が授けられた。ハインツ・リューマンによる映画「Die Feuerzangenbowle」（1944年公開）のいくつかのシーンが、ホテル・バーデホーフに近いクアパルクで撮影された。1973年、最新の泉であるハルマン＝フォルラート泉が深さ 642 m まで掘削された。1990年代末まで AGBS が温泉業全体を取り仕切っていた。
フルダ郡が株式会社バート・ザルツシュリルフの株主であった。当時の郡長フリッツ・クラマーは、長年にわたってこの株式会社の副社長あるいは会長を務めた。2001年初め、彼は監査役代表として倒産を届け出た。

## 行政

### 議会
バート・ザルツシュリルフの町議会は15議席からなる。

### 首長
ヘッセン州の市町村法によれば、市町村長は市町村参事会の代表者である。バート・ザルツシュリルフでは市町村参事会は町長の他、5人の名誉職の助役からなる。町長は2012年10月1日からマティアス・キューベルが務めている。彼は2012年6月17日の選挙で、対立候補アンダース・アレントに対して、82.9 % の支持票を得て当選した。この選挙の投票率は 52.9 % であった。

### 紋章と旗
バート・ザルツシュリルフは、1948年1月にヘッセン内務大臣から紋章の使用権を認可された。
この町は1951年11月にヘッセン州政務次官から旗の使用権を認可された。

## 経済と社会資本

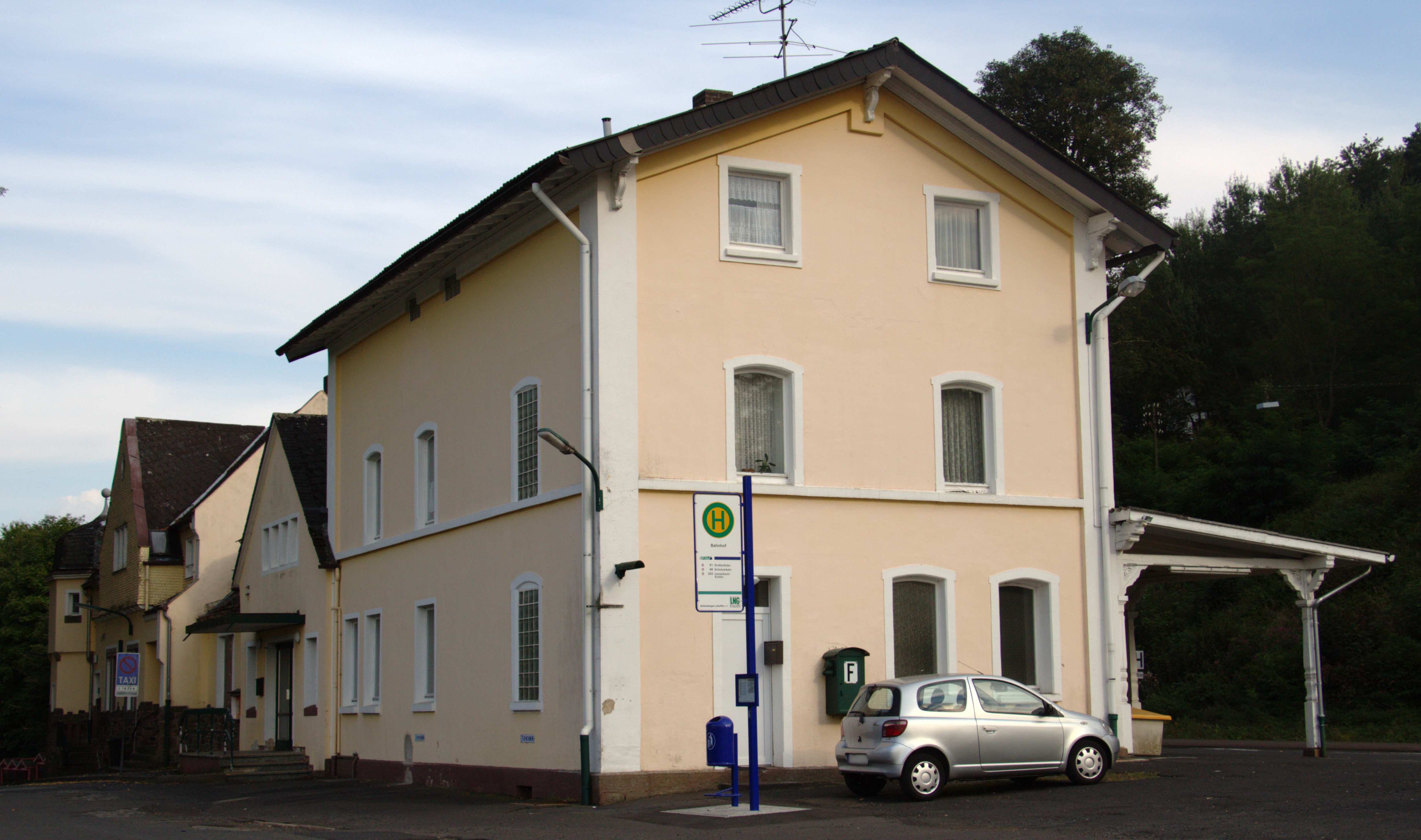
バート・ザルツシュリルフ駅

### 交通
- 鉄道: バート・ザルツシュリルフ駅は、フォーゲルベルク鉄道ギーセン - フルダ線の駅である。ICEの駅はフルダにある。
- アウトバーン: A5号線 アルスフェルト東出口、A7号線 ニーダーアウラ出口、ヒュンフェルト/シュリッツ出口、あるいはフルダ南出口を利用する。フランクフルト方面からは A66号線/B40号線経由フルダ経由。
- 最寄りの空港: フランクフルト空港

以下の自転車道がこの町を通っている:
- 延長されたヴルカーン自転車道、ヴェッテラウ（ドイツ語版、英語版）のアルテンシュタットからラウターバッハまでフォーゲルスベルク鉄道の旧軌道を通っており、その後シュリッツまで延長された[18]。
- ヴルカーン自転車道はバーンラートヴェーク・ヘッセンの一部である。バーンラートヴェークはハーナウからかつての鉄道軌道を使ってフォーゲルスベルクを抜け、レーン（ドイツ語版、英語版）まで約 250 km の自転車道である。バート・ザルツシュリルフ - ヴァルテンベルク間では、修復されたヴァルテンベルク城跡の傍らを通っている。
- ヘッセン広域自転車道 R2号線（4河川ツアー）は、ビーデンコプフを起点とし、ラーン川、ラウター川（ドイツ語版、英語版）、リューダー川（ドイツ語版、英語版）、フルダ川の谷を通って、シュッペサルト山地（ドイツ語版、英語版）のジンタールまでの 202 km。
- ヘッセン広域自転車道 R7号線は、フォーゲルベルク山地を通って、ヴェラ川とタウヌス山地とを結んでいる。
- 地域テーマルート「ギプフェルツアー」（直訳: 山頂ツアー）は、レーン山地のヴァッサークッペとフォーゲルスベルク山地のホーエローツコプフとを結んでいる。

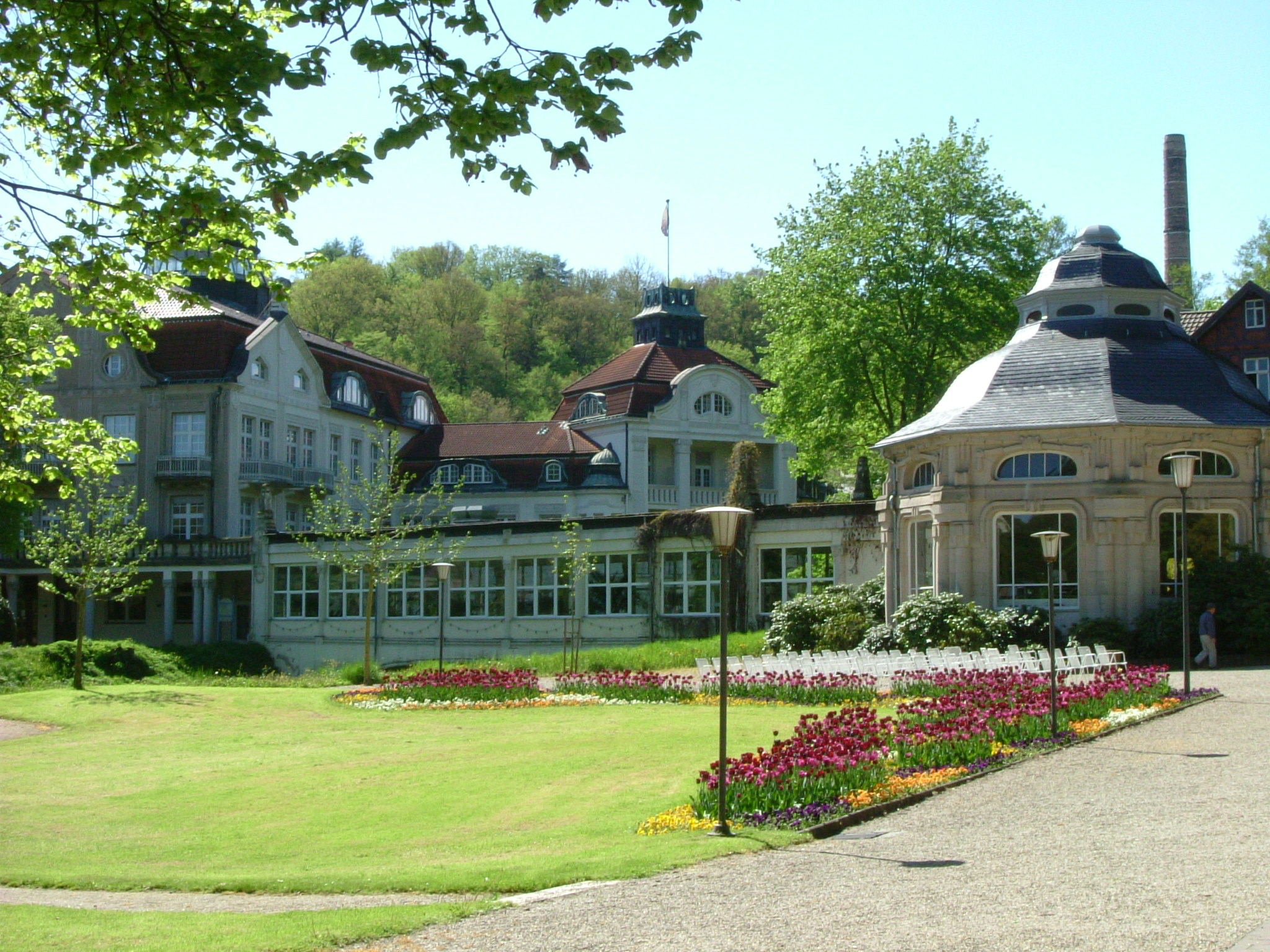
温泉療養施設（クアガルテン、クアハウス、遊歩ホール）

### 温泉業と観光業
この町の重要な経済的骨格にあたるのが観光業である。業務の大部分が、かつては Kur（「クア」あるいは「クール」）と呼ばれていた社会福祉サービス業者の医学的なリハビリテーション施術によるものである。この町の業績は、「Reha vor Rente」（リタイアの前にリハビリ）の原則を採り入れた1957年の年金保険法によって大いに向上した。年間延べ宿泊数は1960年の 368,804泊から1974年には 506,540泊にまで増加した。1967年に中央泥浴施設が開業した。6階建てのこの施設には、24の泥浴室、30の泥パック室、その他の医学的処置を行うスペースが用意されている。それぞれの泥浴室や泥パック室は中央浄化・最終施設から泥を供給されている。洗い落とされた泥の処理も同様に行われた。社会福祉業者の厳格な免許制度が実施されたため、1978年の宿泊数は 300,281泊にまで減少した。実務提供者の分散化した構造や AGBSの温泉業独占により、経営者の好むリハビリテーション処置だけが限定的に行われるようになった。1997年1月1日に発効した成長および雇用促進法 (WFG) によって、さらなる不振が起きた。ドイツ全土で、ドイツ年金保険が提供した医学的リハビリテーション上のサービスだけで、1996年の 960,622泊から1997年の 629,752泊に減少した。法的に定められた、リハビリテーション措置の1件あたり4-3週間の入院期間短縮や、請求期間の3-4年間の延長によって稼働率は約 50 % 減少した。
現在バート・ザルツシュリルフには3つのリハビリテーション病院が存在する: リハ＝クリーニク・ナトゥラーナ（136床）、健康リゾート・ドクトル・ヴュストホーフェン（130床）、トメザ専門クリニック（98床）である。バート・ザルツシュリルフは、ドイツ・戸籍役場職員連合協会 e.V. の本部所在地である。ここにある戸籍学アカデミーでドイツの戸籍役場職員の教育・専門訓練を行っている。

### 工業
町の中心部の外側に、EMODモーター GmbH の本社工場がある。この会社の支社がフルダにある。

## 文化と見所

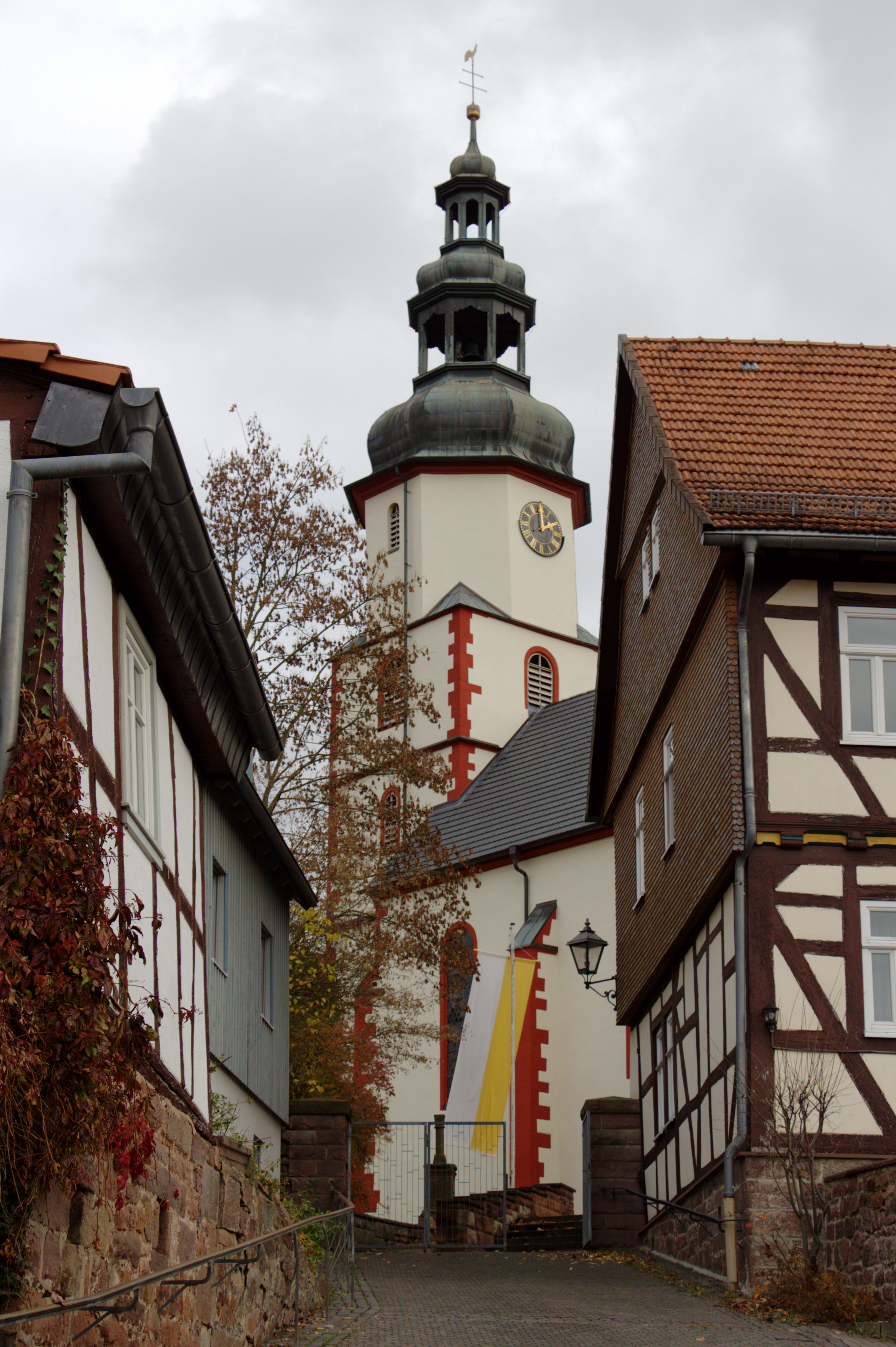
聖フィトゥス教会

### 見所
- カトリックの聖フィトゥス教区教会
- マリエングロッテ
- 温泉療養施設
- 太陽観測所
- 郷土文化博物館

- マリアのグロッテ
- 太陽観測所

## 参考図書
- Michael Mott (1995年9月7日). “Ein Wasserturm „für“ Seine Majestät / Ein Stück Bahngeschichte: Wo einst die Dampfloks Wasser tankten, lebt heute der neue Eigentümer zentimetergenau geplant”. Fuldaer Zeitung:  p. 12
- Walter Georgi (1930頃). Bad Salzschlirf, eine Bädermonographie. Weimar: Dietsch & Brückner AG
- Max Hirsch (1913). Bad Salzschlirf als Kurort. Lauterbach: Berghäuser
- Rudolf Post (2013). Die Mundart von Bad Salzschlirf (Kreis Fulda). Einführung, Wörterbuch, Haus- und Flurnamen. Aufgrund der Sammlung von Karl Post (1903–1983). Bad Salzschlirf

これらの文献は、翻訳元であるドイツ語版の参考文献として挙げられていたものであり、日本語版作成に際し直接参照してはおりません。